# Сан-Секондо-Парменсе
Сан-Секондо-Парменсе (итал. San Secondo Parmense) — коммуна в Италии, располагается в регионе Эмилия-Романья, подчиняется административному центру Парма.
Население составляет 5047 человек, плотность населения составляет 132 чел./км². Занимает площадь 38.20 км². Почтовый индекс — 43017. Телефонный код — 0521.
Покровителем коммуны почитается святой Генезий. В коммуне 25 марта особо празднуется Благовещение Пресвятой Богородицы.

## Люди, связанные с Сан-Секондо-Парменсе
- Вито Фрацци (1888—1975), итальянский композитор — родился в Сан-Секондо-Парменсе
- Камилла Гонзага (1500—1585), графиня Сан-Секондо.